# 和泉中央北
和泉中央北（いずみちゅうおうきた）は神奈川県横浜市泉区の町名。現行行政地名は和泉中央北一丁目から和泉中央北六丁目。住居表示実施済み区域。郵便番号は245-0024。

## 地理
泉区の南部に位置し、東に中田北と中田町、西に上飯田町、北に和泉町、南に和泉中央南と接している。

### 地価
住宅地の地価は、2025年（令和7年）1月1日の公示地価によれば、和泉中央北3-34-11の地点で21万1000円/m²となっている。

## 歴史

### 沿革
- 2016年（平成28年）10月17日 - 住居表示（泉区和泉町第五次地区）の実施に伴い、和泉町の一部から和泉中央北一丁目〜三丁目を新設する[6]。
- 2017年（平成29年）10月23日 - 住居表示（泉区和泉町第六次地区）の実施に伴い、和泉中央北四丁目〜六丁目を新設する[7]。

## 世帯数と人口
2025年（令和7年）6月30日現在（横浜市発表）の世帯数と人口は以下の通りである。
| 丁目             | 世帯数    | 人口     |
| ---------------- | --------- | -------- |
| 和泉中央北一丁目 | 938世帯   | 1,944人  |
| 和泉中央北二丁目 | 1,245世帯 | 2,468人  |
| 和泉中央北三丁目 | 806世帯   | 1,722人  |
| 和泉中央北四丁目 | 1,394世帯 | 2,844人  |
| 和泉中央北五丁目 | 506世帯   | 890人    |
| 和泉中央北六丁目 | 613世帯   | 1,264人  |
| 計               | 5,502世帯 | 11,132人 |

### 人口の変遷
国勢調査による人口の推移。
| 年                | 人口   |
| ----------------- | ------ |
| 2020年（令和2年） | 10,866 |

### 世帯数の変遷
国勢調査による世帯数の推移。
| 年                | 世帯数 |
| ----------------- | ------ |
| 2020年（令和2年） | 4,720  |

## 学区
市立小・中学校に通う場合、学区は以下の通りとなる（2024年11月時点）。
| 丁目             | 番・番地等                                                                                                 | 小学校               | 中学校               |
| ---------------- | --- | -------------------- | -------------------- |
| 和泉中央北一丁目 | 全域 | 横浜市立和泉小学校   | 横浜市立中和田中学校 |
| 和泉中央北二丁目 | 9番1〜5号、10番16号 14番11〜20号、15番1〜14号 15番16〜27号、18〜25番 26番5〜31号、27番7〜17号 28〜46番     | 横浜市立和泉小学校   | 横浜市立中和田中学校 |
| 和泉中央北二丁目 | 1〜8番、9番16〜17号 10番1・17〜20号 26番2号、27番3・6号                                                    | 横浜市立伊勢山小学校 | 横浜市立中和田中学校 |
| 和泉中央北二丁目 | 9番6〜15号、10番2〜14号 11番〜14番10号 15番29・31号、16〜17番                                              | 横浜市立中和田小学校 | 横浜市立中和田中学校 |
| 和泉中央北三丁目 | 10番7〜16号、12番1〜3号 12番12〜20号、13番13〜23号 26番22〜35号、27番2〜7号 27番17〜20号、28〜47番         | 横浜市立和泉小学校   | 横浜市立中和田中学校 |
| 和泉中央北三丁目 | 1〜9番、10番3〜6号 10番18〜20号、11番 12番5〜11号、13番2・5〜12号 14番〜26番20号、26番36〜38号 27番8〜15号 | 横浜市立中和田小学校 | 横浜市立中和田中学校 |
| 和泉中央北四丁目 | 1〜4番、7〜18番 25番24号 26番20号〜34番                                                                    | 横浜市立中和田小学校 | 横浜市立中和田中学校 |
| 和泉中央北四丁目 | 5〜6番、19番〜25番23号 25番26号〜26番18号 35〜46番                                                         | 横浜市立和泉小学校   | 横浜市立中和田中学校 |
| 和泉中央北五丁目 | 1〜6番、28〜29番                                                                                           | 横浜市立和泉小学校   | 横浜市立中和田中学校 |
| 和泉中央北五丁目 | 7〜27番 | 横浜市立中和田小学校 | 横浜市立中和田中学校 |
| 和泉中央北六丁目 | 全域 | 横浜市立和泉小学校   | 横浜市立中和田中学校 |

## 事業所
2021年（令和3年）現在の経済センサス調査による事業所数と従業員数は以下の通りである。
| 丁目             | 事業所数  | 従業員数 |
| ---------------- | --------- | -------- |
| 和泉中央北一丁目 | 34事業所  | 837人    |
| 和泉中央北二丁目 | 54事業所  | 525人    |
| 和泉中央北三丁目 | 28事業所  | 130人    |
| 和泉中央北四丁目 | 52事業所  | 228人    |
| 和泉中央北五丁目 | 34事業所  | 864人    |
| 和泉中央北六丁目 | 23事業所  | 201人    |
| 計               | 225事業所 | 2,785人  |

## 施設
- 横浜市泉区役所
- 横浜市泉公会堂
- 横浜泉郵便局
- 横浜中和田郵便局
- 横浜市立和泉小学校
- 横浜市立中和田中学校
- 泉警察署 和泉交番
- ヨークマート 立場店

## その他

### 日本郵便
- 郵便番号 : 245-0024[3]（集配局：横浜泉郵便局[11]）

### 警察
町内の警察の管轄区域は以下の通りである。
| 町丁             | 番・番地等 | 警察署   | 交番・駐在所 |
| ---------------- | ---------- | -------- | ------------ |
| 和泉中央北一丁目 | 全域       | 泉警察署 | 和泉交番     |
| 和泉中央北二丁目 | 全域       | 泉警察署 | 和泉交番     |
| 和泉中央北三丁目 | 全域       | 泉警察署 | 和泉交番     |
| 和泉中央北四丁目 | 全域       | 泉警察署 | 和泉交番     |
| 和泉中央北五丁目 | 全域       | 泉警察署 | 和泉交番     |
| 和泉中央北六丁目 | 全域       | 泉警察署 | 和泉交番     |